# Almindelig skjolddrager
Almindelig skjolddrager (Scutellaria galericulata) er en flerårig, 10-60 centimeter høj plante i læbeblomst-familien. Den har korsvis modsatte, lancetformede blade med lige afskåret eller hjerteformet grund og rundtakket rand. De blåviolette blomster sidder enkeltvis i hjørnerne af de øvre stængelblade, men er tilsyneladende parvise, da de vender til samme side. Almindelig skjolddrager er udbredt i den nordlige halvkugles tempererede områder.
I Danmark er arten almindelig i grøfter, ellesumpe og på strandenge. Den blomstrer i juli og august.